# Casaforte e torre di Ville
Il complesso monumentale di Osta, Tor dé l'Othà in patois, chiamato anche casaforte e torre di Ville, sorge a 405 m s.l.m. nella frazione omonima del comune di Arnad, in Valle d'Aosta. Oggi trasformato in struttura residenziale rurale e non visitabile, risale al Medioevo.

## Descrizione
La casaforte di Ville apparteneva a Pietro di Vallaise nel 1295. Viene citata in vari documenti testamentari dei Vallaise del XV secolo come domus fortis, ad esempio nel testamento di Francesco di Vallaise del 1477, in cui si trova scritto «in sala domus fortis prope turrim Plano Arnadi».
Oggi la struttura si presenta degradata ed è caratterizzata da numerosi edifici su cui spiccano due torri.

### La torre del XII secolo

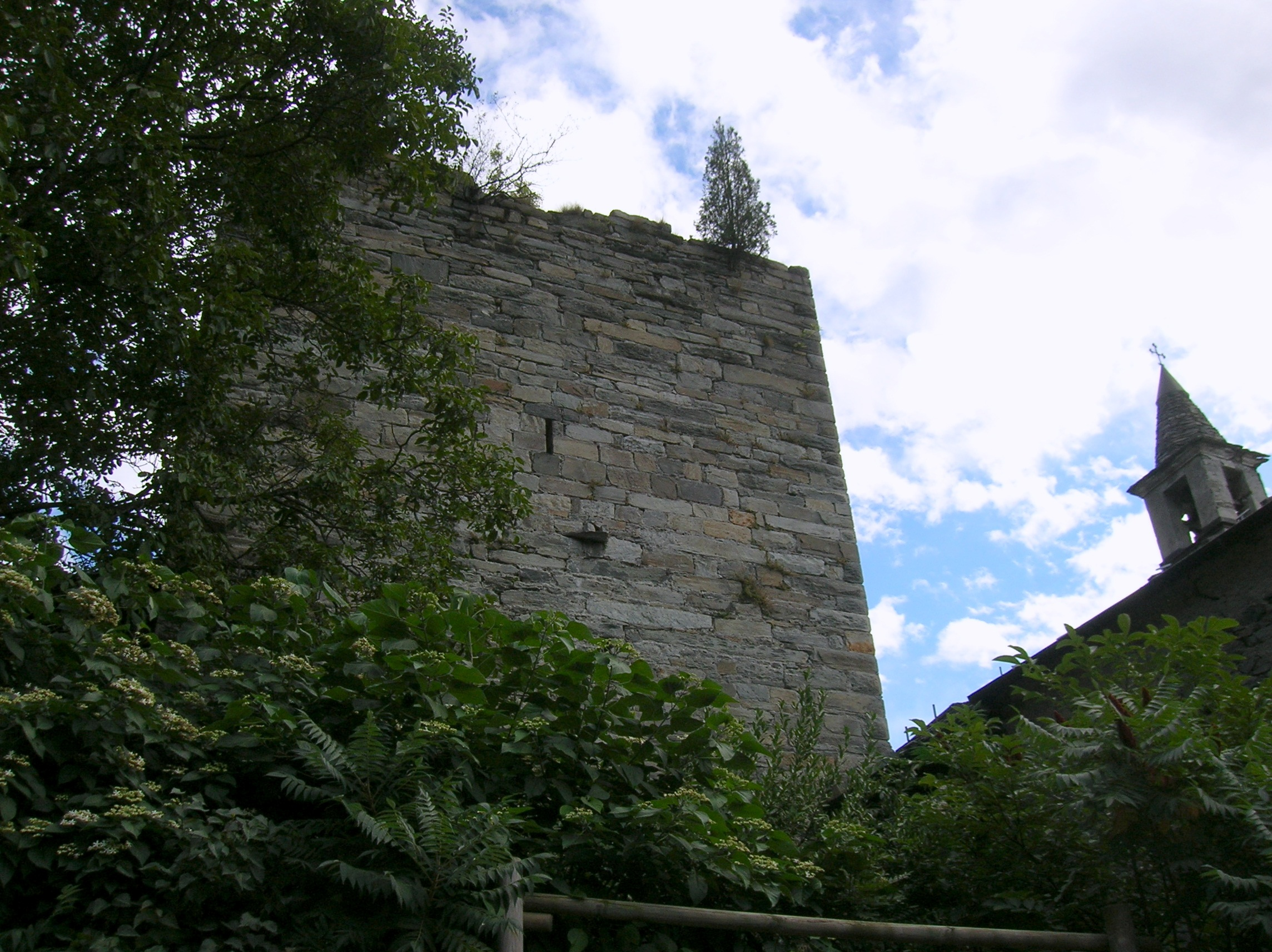
Dettaglio della torre.

La torre più antica, risalente al XII secolo e di pianta 10,30 m x 11 m, è di tre piani, con feritoie al secondo e terzo piano e i solai in legno. L'accesso originario si trova a sud, a 8 metri di altezza, ed è sormontato da un architrave coronato da un arco cieco.

Secondo André Zanotto e Mauro Cortelazzo, che riprende il Lange, presenta numerose analogie architettoniche con altre torri valdostane, in particolare con la tour de l'Archet di Morgex e la torre de la Plantaz di Gressan: le mura di 2 metri di spessore, la struttura massiccia e la tecnica costruttiva, ossia l'uso di due paramenti con opera centrale a sacco. 

### La cappella
La cappella della casaforte, dedicata a Sant'Antonio, ha inciso su una trave la data del 1785. Sulla facciata presenta un affresco dedicato a Sant'Antonio, mentre all'interno conserva degli stucchi di epoca barocca.